# Eclipse 500
El Eclipse 500 es un avión de negocios de pequeño tamaño, fabricado en los Estados Unidos por la empresa Eclipse Aviation. El Eclipse 500 se convirtió en la primera aeronave de una gama de reactores de pequeño tamaño, conocidos bajo el nombre de Very Light Jet. Realizó su primer vuelo el 26 de agosto de 2002, siendo entregado a su primer cliente a finales de 2006. 
La producción del Eclipse 500 se paralizó a mediados del año 2008, debido a la falta de fondos en la compañía, lo que llevó al misma a acogerse al Capítulo 11 de la Ley de Quiebras de Estados Unidos el 25 de noviembre de 2008. La compañía no logró recuperar su situación económica, y entró en proceso de liquidación el 24 de febrero de 2009. Tras la liquidación de la misma, surgió Eclipse Aerospace, la cual compró los activos de la antigua Eclipse Aviation.  En octubre de 2011 Eclipse Aerospace anunció la creación de una nueva versión de la aeronave, que se denominaría Eclipse 550, la cual está previsto que entre en servicio en 2013.

## Especificaciones (Eclipse 500)

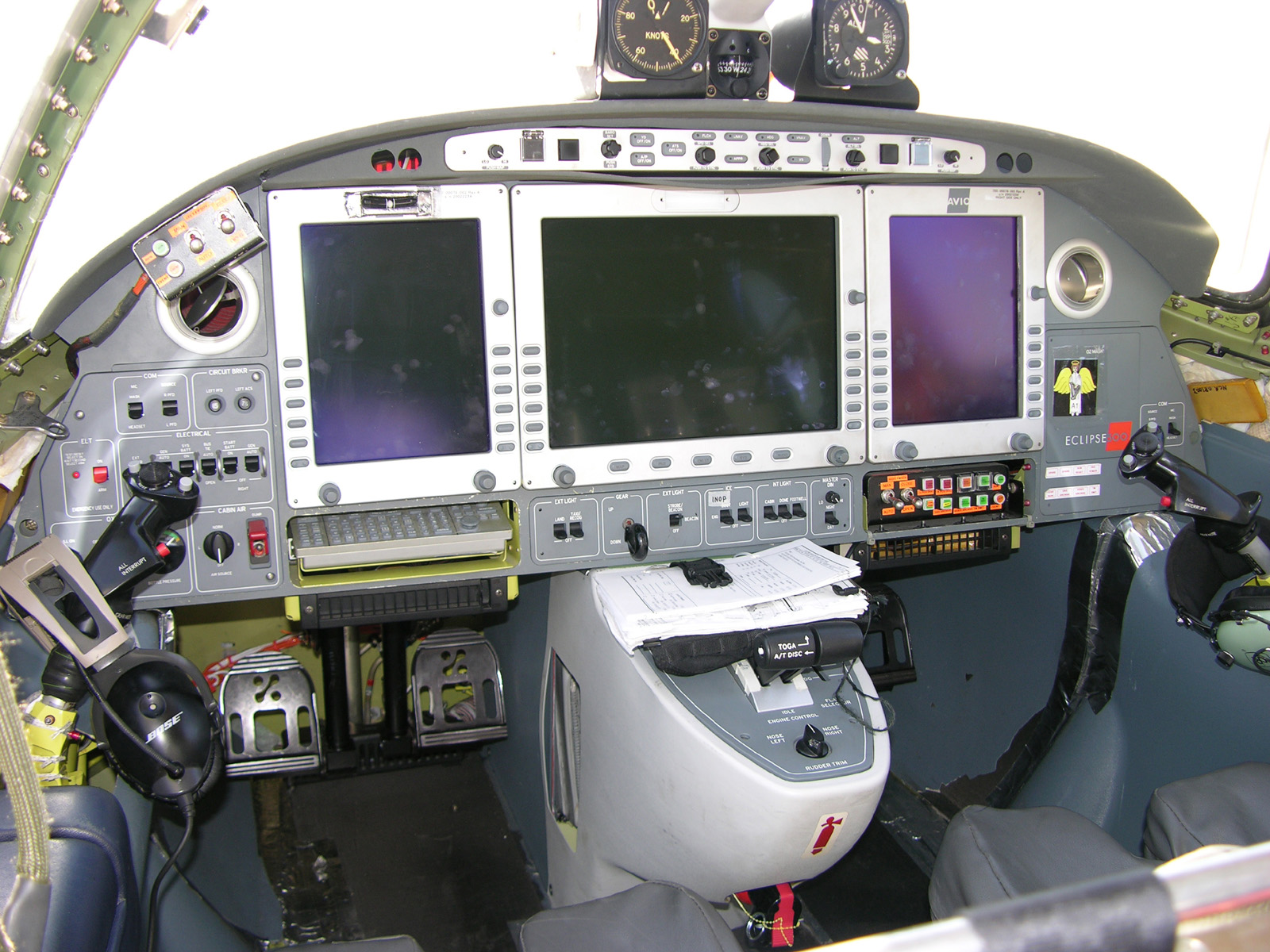
Disposición de cabina del prototipo.

Referencia datos: Eclipse Aerospace

### Características generales
- Tripulación: 1 o 2 pilotos
- Capacidad: 4 o 5 pasajeros
- Longitud: 10,1 m
- Envergadura: 11,4 m
- Altura: 3,4 m
- Peso vacío: 1610 kg
- Peso cargado: 2504 kg
- Peso útil: 1089 kg
- Peso máximo al despegue: 2699 kg
- Planta motriz: 2× Turbofán Pratt & Whitney Canada PW617F-E.
  - Empuje normal: 4 kN de empuje cada uno.

### Rendimiento
- Velocidad crucero (Vc): 685 km/h 370 nudos
- Velocidad de entrada en pérdida (Vs): 128 km/h 69 nudos
- Alcance: 2084   (reservas IFR NBAA) 1125  nmi
- Radio de acción: km
- Alcance en combate: km
- Techo de vuelo: 11 500 m 41 000 pies

### Desarrollos relacionados
- Williams V-Jet II

- Eclipse 550

### Aeronaves similares
- Adam A700
- Cessna Citation Mustang
- Diamond D-Jet
- Embraer Phenom 100
- Cirrus Vision SF50
- HondaJet
- PiperJet